# Canal de Jambelí
Le canal de Jambelí est un étroit passage maritime situé au sud-ouest de l’Équateur, dans le golfe de Guayaquil, qui sépare l’île Puná du territoire continental de la province du Guayas et de celle d’El Oro. Il est, avec le canal du Morro, l’un des deux accès vers l’intérieur du delta du Río Guayas. La plupart des bateaux qui accèdent à Guayaquil, principal port du pays, le font par ce canal.
Il s’étend du sud-ouest au nord-est sur environ 62,8 km. Au début, de la pointe Salinas à la pointe Payana, il a une largeur de 29,105 km qui se rétrécit peu à peu jusqu’à atteindre 10,5 km à la pointe De Mandinga.
Dans le canal de Jambelí, le courant reste parallèle à la côte et les profondeurs dans cette zone sont variables et régulières. Il existe de nombreuses basses qui sont dangereuses pour la navigation. Le tombant de 20 m atteint à peine la pointe Salinas et la pointe Payana, pour ensuite apparaître sous la forme d’une fosse entre la pointe Arenas et la pointe Vieja.